# Jean Cox
Jean Cox (*Gadsden (Alabama), Alabama; 16 de enero de 1922-Bayreuth, Alemania, 24 de junio de 2012, ) fue un tenor heroico norteamericano con trayectoria europea, naturalizado alemán.

## Biografía
Hijo de Kell y Nell Clark Cox , sirvió como piloto durante la Segunda Guerra Mundial. Estudió canto con William Steven en Tuscaloosa, y luego con Marie Sundelius en el New England Conservatory de Boston. 
Debutó en 1951 en Boston como Lenski en Eugene Onegin ganando una beca para estudiar en Roma con Luigi Ricci. En 1954 cantó en el Festival de Spoleto Rodolfo en La Bohème. Cox se quedó en Europa. perfeccionándose en Munich con Max Lorenz.
Formó parte del elenco de la ópera de Kiel y luego en Braunschweig (1955–1959); donde cantó 'Lohengrin y Otello. En 1959 fue contratado por el teatro nacional de Mannheim donde permaneció cuatro décadas su última actuación fue en 1995 en su repertorio, Alfredo y Rodolfo, Rigoletto, Radames en Aida, Calaf en Turandot, Max en Der Freischütz, Otello y Florestan en Fidelio Hacia el fin de su carrero se dedicó a roles de caracter como Captain Vere en Billy Budd y Aegisth en Elektra. 
Alcanzó fama internacional por sus trabajos en el Festival de Bayreuth entre 1956 y 1975. Allí cantó Der Fliegende Holländer, Lohengrin (1967, 1968), Walther von Stolzing en Die Meistersinger von Nürnberg (1968–1970, 1974, 1975), Parsifal (1968, 1973) y Siegfried en Der Ring des Nibelungen (1970–1975). En 1978 regresó como Siegfried en Siegfried y en 1983 como Siegfried en Götterdämmerung .
Entre 1966 y 1973 su carrera internacional lo llevó Lisboa, Viena - Ariadne auf Naxos, Daphne, Turiddu en Cavalleria rusticana, Erik, Lohengrin, Stolzing, Parsifal, Siegmund en Die Walküre, Siegfried y Tristan en Tristan und Isolde., Hamburgo, Lyric Opera of Chicago (1964, 1970 y 1973 como Bacchus, Siegfried y Erik), Aix-en-Provence (1966, Bacchus), Bayerische Staatsoper (1967, Rienzi; 1969, Siegfried), Paris (1971, 1972, Siegmund), Covent Garden, Metropolitan Opera en 1976; Walther von Stolzing), Teatro de la Zarzuela de Madrid (1978, Siegfried en "Götterdämmerung"). .
Casado con la soprano Anna Reynolds, la pareja vivía en Bayreuth.